# Siemens–Halske-biztosítóberendezés
A Siemens–Halske-biztosítóberendezés egy vasúti biztosítóberendezés, melyet osztrák-német mintára a 19. század végén fejlesztettek ki magyar szakemberek. A mai kialakítása – mind külalaki, mind függőségi szempontból – eltér az eredetitől.
A szerkezet úgynevezett többközpontos berendezés, azaz az állomás több pontján egyszerre szolgálatot teljesítő vasutas dolgozó szükséges az üzemeltetéséhez. (Ennek ellentéte az egyközpontos berendezés, amelyet jellemzően egy dolgozó kezel.)

## Általános kialakítása
Egy középállomási Siemens–Halske-berendezés áll:
- általában egy irodai rendelkezőkészülékből, ami a forgalmi irodában található és az állomás rendelkező forgalmi szolgálattevője kezeli, és
- legalább egy, de általában több váltókezelői berendezésből, melyek az állítóközpontban (váltóállító toronyban) találhatóak, a váltókezelő felügyelete alatt.

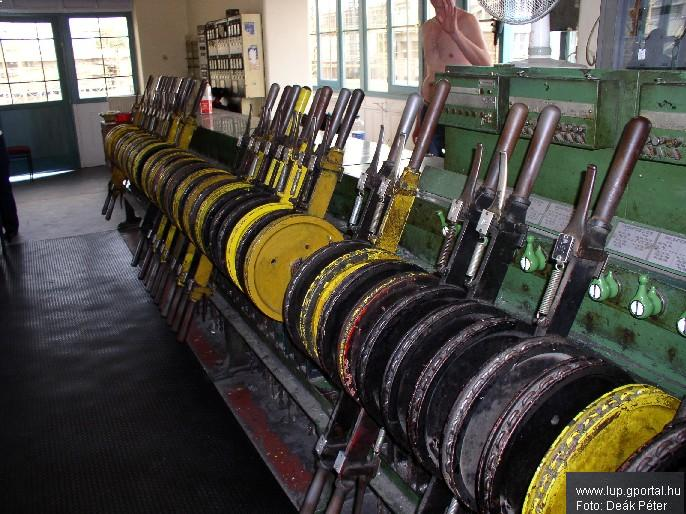
Váltókezelői berendezés az állítóközpontban

### Emeltyűk
A külső téri elemeket állítóemeltyűkkel állítják, amik mintegy erőkarként megsokszorozzák az ember izomerejét, és ezen erőt acél vonóvezetékkör segítségével továbbítják a külső téri elemekhez. A vonóvezeték átmérője 5 vagy 4 mm, attól függően, hogy váltót vagy bármi mást állítanak vele. Mivel ezen acélszál nyúlni képes, azonkívül dilatál is, ezért fontos, hogy a váltóállítás helye a váltókörzetek közelébe kerüljön, mert a fenti okokból a vonóvezeték 600 méternél semmiképpen sem lehet hosszabb, de kerülendő a 250 méter feletti vonóvezetékút is (250-400 méter között már kötelező az ellenőrző retesz alkalmazása az átmenő fővágányokban fekvő váltóknál, ez további emeltyűhelyet és vonóvezetéket igényel).

### Villamos blokkszekrény
A villamos blokkszekrényben kerülnek elhelyezésre a villamos blokkelemek és a blokkinduktor is. A blokkszekrényt az állítóbakon úgy kell elhelyezni, hogy mindig az állítóbak nyílt vonal felé eső végére kerüljön. Egy középállomás térköz-csatlakozásos blokkszekrénye hat osztáshellyel rendelkezik, de egy osztáshely mindig 100 mm, hasonlóan egy emeltyűhelyhez. – a kettő közötti összefüggés – mint látni fogjuk – nem véletlen.
Kívülről, azaz a nyíltvonal felől az állomás felé haladva a következő blokkelemekkel találkozunk: bejárati feloldóblokk, közös blokkbillentyűvel a bejárati jelzőblokkal, aztán a bejárati vágányúti blokk következik, amit követ a kijárati vágányúti blokk, majd a kijárati jelzőblokk, végül a kijárati feloldóblokk található, utóbbi kettő ugyancsak közös blokkbillentyűvel rendelkezik.
A blokkszekrény felett, a szerelőlapon találhatóak a térközőrhelyhez és az irodába, illetve a toronyba jelző blokkcsengők nyomógombjai, ezenkívül a toronyban itt található a bejárati és a kijárati oldó szigeteltsín jelfogója, és középállomás esetén az áthaladási jelfogó is; az irodai berendezésen a szigeteltsín jelfogók nincsenek.
Ha a blokkszekrény áramköreit vizsgálni, mérni kell, akkor az a szekrény hátsó részén található szerelőlécnél a burkolat megbontásával lehetséges.

### Blokkelemek
A villamos blokkelemek a blokkszekrényben találhatóak. Többfajta kialakításuk létezik.
A felhasználható blokkelemek a következők (zárójelben a lepke színeivel, első az alapállás színe):
- - Áthaladás látjelző blokk(Sárga-Fekete sávozású)
  - Menetirány blokk
- Váltakozóáramú blokkelemek:
  - Vágányúti blokk (zöld-fehér)
  - Jelzőblokk (vörös-fehér)
  - vonalblokk ()
  - Hozzájárulási blokk (fehér-vörös)
  - Ismétlő blokk ()
- Egyenváltakozóáramú blokkelemek:
  - Feloldóblokk (fekete-fehér)
  - Kapcsolóblokk (fekete-fehér)

#### Feladata
A blokkelem egy olyan kétállapotú, bináris tárolóként foghatók fel (egy bites flipflop), általában párban működnek (kivétel az egyenváltakozóáramú blokkelem). Ezekkel az elemekkel valósítják meg a szerkezeti függést az iroda és a torony, az iroda és a térközőrhely, illetve a torony és a térközőrhelyek, valamint két térközőrhely között, azaz mechanikai elzárásokat lehet velük létrehozni vagy feloldani.

#### Felépítése
A blokkelem lehet váltakozóáramú (ekkor általában van párja) vagy lehet egyenváltakozóáramú (ezeknek nincs párja). Utóbbi lezárása váltakozóárammal, feloldása egyenárammal történik, előbbinél mindkettő művelet váltakozó feszültséget igényel.
A váltakozóáramú blokkelem működésének a lényege az, hogy a blokkbillentyű lehúzásakor lefelé mozduló zárórudat a blokkelem villamos szerkezete alsó helyzetben rögzíti, így a lent maradó zárórúd az állítóbakba benyúlva különböző függőségi kilincsek által elzárásokat tud létrehozni, feloldani.
Ezen blokkelemek villamos része két csévéből álló elektromágnes, melynek két saruja között az állandómágnes fegyverzet két csap-csúcs között lenghet, a két tekercs gerjesztésének megfelelően. A fegyverzet hosszabbik végére két késből álló megakasztó szerkezetet szerelnek. A megakasztó kések felváltva kapaszkodnak a vízszintes tengely körül forgó szegmens fogaiba, így a lengő fegyverzet fokról fokra engedi fel a rugók által felfelé nyomott körszegmenst. A körszegmens oldalán 18 ferde fog található, valamint a fogak megakasztó kések felőli oldala sugárirányú, hogy ezzel is biztosítják a megfelelő rögzítést a szegmens alsó helyzetében.
A szegmens tengelye nem kör keresztmetszetű, hanem egy részén félkör alakban le van munkálva. Ennek az a jelentősége, hogy ahogy a körszegmens fordul és kerül az alsó helyzetbe, úgy a 23. lengésre a lapos zárókilincs nem fog feltámaszkodni a szegmens tengelyének, mert annak lemunkálása van, be fog esni a tengely alá. Az induktorozás végén, a blokkbillentyű felengedésekor ezen zárókilincsnek feszül neki a zárórúd felső bütyke, amely nem tud felső helyzetbe kerülni, mert a zárókilincset a szegmens tengelye fogva tartja, így a zárórúd alsó helyzetben rögzül.
A villamos szerelvények ezen alkatrészek alatt, az alaplécen vannak elhelyezve. Ezeket a kapcsolókat érintkezőknek, gyakran rövidítve érintőknek nevezzük.
Működésük alapján ezen érintők lehetnek:
- nyugvó érintők: akkor zár, ha a blokkbillentyű nincs lenyomva;
- nyomóérintők: akkor zár, ha a blokkbillentyű le van nyomva;
- tányérérintő: a meghosszabbított zárórúd működteti, és zárhat alsó vagy felső helyzetben.

Tehát az első két esetben az érintő működése a blokkbillentyű helyzetét követi, a második esetben pedig a blokkelem lezártságát mutatja.
A két legfelső érintő mindig a vezérérintő ez a saját blokkelem csévéihez csatlakozik.
A tányérérintők mindig legalul találhatóak.
Az egyenváltakozóáramú blokkelem abban tér el a fent ismertetett váltakozóáramú blokkelemtől, hogy a váltakozóáramú csévepáron egy egyenáramú csévepár is található rajta, valamint a megakasztó szerkezet rugós kialakítású (kések helyett tekercsrugóval feszített csapok találhatóak rajta), hogy az egyenáramú cséve átránthassa a szegmenst (hiszen ekkor nincs váltakozó feszültség, amitől oda-vissza lengene a fegyverzet).
Külön érdekesség az irodai készülék kapcsolóblokkja, aminek fekete színű blokkállás esetén is lenyomhatónak kell lennie bejárat-visszavonás (művi oldás) esetén, ezért a biztonsági kilincs ferdén el van vágva, így a blokkbillentyű minden helyzetében lenyomható.

#### Kezelése
Az egyik szolgálati helyen a dolgozó a blokkbillentyűt lehúzva induktorozik, ezáltal a saját és a másik szolgálati helyen található blokkelem állapotot vált, így létrehozva bizonyos kizárásokat, illetve feloldva azokat. Térközcsatlakozás nélküli állomáson a forgalmi szolgálattevő mindig old (jelzőblokkot, vágányutat), a váltókezelő mindig zár (jelzőblokkot, vágányutat).
A párban működő blokkelemek mint a mérleg két serpenyője működnek: ha az egyik lent van, akkor a másik fent. Kezelni mindig a fent lévőt lehet a blokkbillentyű lehúzásával és a blokkinduktor 8-szori, mérsékelt sebességű körülforgatásával. Az induktorral termelt áram célja, hogy a távolabbi szolgálati helyen található blokkelemet felső helyzetbe juttassa a rajta található elektromos tekercsek és spirálrugók segítségével.
A blokkelem lezárásához tehát a blokkbillentyűt ütközésig le kell húzni és a blokkinduktor hajtókarját meg kell forgatni. A blokkbillentyű lenyomásakor a nyomórúd és a zárórúd is alsó helyzetbe kerül. Előbbi jelentősége, hogy a rajta lévő szánrugó összenyomódik (ez tartotta felső helyzetben a fogazott szegmenst) és a továbbiakban a megakasztó kés rögzíti a szegmenst.
Ahogy az induktor forgatjuk, a fogazott szegmenst fokról fokra lefelé engedi a lengő mozgást végző a jelfogó fegyverzete, így a szegmens a saját súlyánál fogva szép lassan lefelé halad (minden lengésre egy újabb fokot fordul), a huszonharmadik lengéskor pedig alsó véghelyzetbe jut, ekkor a szegmens tengelye rögzíti a zárókilincset, ezen keresztül pedig a zárórudat annak alsó helyzetében.
Ha esetleg a blokkelem villamos berendezése elromlana, akkor – hogy a blokkelem ne maradhasson lezárt állapotban – a szegmens előtt található, ólomzárral lezárt kör alakú ablakocskát lecsavarva a megakasztó szerkezet ablak elé benyúló lengőkarját fel-le mozgatva a blokkelem feloldhatóvá válik. Fontos, hogy ezzel a módszerrel csak feloldani szabad, hiszen a kézi lezárás során a blokkelem párja a másik szolgálati helyen nem mozogna, tehát a lezárás csak az egyik, a kezelt helyen jönne létre, ami a másik szolgálati helyen oldott állapotban lévő páron keresztül baleseti veszélyforrást jelent. Fontos továbbá, hogy az egyenváltakozóáramú blokkelemeket feloldani sem szabad ilyen módszerrel, ezért ezen blokkelemek ablaka csavar helyett szegecseléssel van rögzítve és a szomszéd blokkelemek felől függőleges lemez védi a dróttal átnyúlni próbálkozókat.

### Váltókezelői berendezés
A berendezés állítóbakján a külső téri elemeket mozgató emeltyűk találhatóak, továbbá az állítóbak felső-elülső részén van lehetőség a különböző váltózárkulcsokkal megvalósított függőségeket bevonni (vágányzáró sorompó, váltózár, kézi működtetésű kisiklasztósaru, főkulcs). Az állítóbak nyíltvonal felőli végén van a villamos blokkszekrény, az állomás felőli végén pedig a vágányszámjelző, mindig a vágányúti kallantyúk felett. A blokkszekrény felett találhatóak a szigeteltsín jelfogók és a blokkcsengők, valamint az áthaladást jelző jelfogó.
A blokkszekrényen belül találhatóak hosszában a függőségi vonalzók (tolósinek), keresztben pedig ezek alatt felett a függőségi tengelyek, rajta a különböző függőségi kilincsekkel. A vonalzók alatti tengelyek az emeltyűkhöz, a felettük lévő tengelyek pedig a blokkelemek zárórúdjaihoz, vágányúti kallantyúkhoz, váltózárkulcsokhoz vannak rendelve. A tengelyeken lévő különböző kilincsek és a vonalzókon lévő különböző tuskók hozzák létre a tulajdonképpeni szerkezeti függéseket. A kilincs mindig fordul (45°, 90° vagy 37,5°-ot), a vonalzó mindig a hosszabb tengelye irányában mozdul (18–19 mm-t), vagy csak befelé (az állomás felé), vagy mindkét irányba.
A kilincseket vagy a vonalzó mozgatja, vagy a vonalzón lévő tuskó próbál elmozdulni annyit, hogy a kilincs az adott helyzetben rögzüljön.
A következő emeltyűszíneket használják, zárójelben az általános alapállás és a külső téri elem alapálláshoz rendelt helyzete:
- vörös: előjelző, főjelző (alsó, a Főjelzőn megállj jelzés várható, illetve Megállj)
- fekete: váltó (alsó, egyenesben)
- sárga: ellenőrző retesz (felső, feloldva)
- szürke: kisiklasztósaru (alsó, saru a vágányon)
- kék: árbócos tolatásjelző (alsó, Tilos a tolatás)

### Irodai berendezés
A blokkelemek párja általában az irodai készülékben (úgynevezett Rank-szekrényben) található.
Itt történik a menetbeállítás eltervezése, azaz forgalmi szolgálattevő meghatározza a beállítandó menetet, melyet tudat az illetékes váltókezelővel – és a blokkelemek, blokkcsengők segítségével tartva a kapcsolatot -, és beállítják a menetet.
Az irodai készüléken hiányoznak az emeltyűk és általában a váltózárkulcsokat sem kezeli a forgalmi szolgálattevő (kivétel lehet például az irodához közel kiágazó rakodó- vagy iparvágány, amely helyszíni állítású váltóval ágazik ki és ilyenkor feleslegesen lenne a váltókezelőre bízni, amikor a forgalmi előtt van az állítókészülék).
Az elzárási szekrény fedlapján található az állomás torzított helyszínrajza, dombornyomott kialakításban. Ezen keresztben van egy-egy rés minden tológombhoz, az ebben mozgatható. A Rank-szekrény mellső lapján találhatóak az iránykallantyúk, ezeket mindig a beállítandó menettel szembe kell elfektetni.
A berendezés szerves része a tológombkészlet, amelyhez hozzátartozik a tológomb, az alatta található lemezidom és az iránykallantyú. A tológombkészletből mindig annyi van, amennyi egyidejű menet beállítható az állomáson. Minden tológombhoz, vele egy vonalban található a hozzárendelt vágányúti blokkelem, tehát ebből is annyi van, amennyi menet egyidejűleg beállítható az állomáson. Amennyiben több tológomb kerül beépítésre, az alatta található lemezidomfüggés biztosítja, hogy mindig csak a menettervben megengedett menetekre lehessen beállítani a tológombot.
A tológombokat és az iránykallantyúkat vonatmentes időben semleges állásban kell tartani. A menetbeállítás során a semleges, középső helyzetéből a rendelkező a kívánt vágány fölé mozgatja, majd az iránykallantyút a beállítandó menet felé elfordítja. A tológomb egy kör keresztmetszetű tengelyen tolható a két véghelyzet között a kívánt vágány fölé. Ahogy a tológombot mozgatja a rendelkező, az alján található körte alakú kilincs is mozog az iránykallantyú négyszögletes keresztmetszetű tengelyén. Azt biztosítandó, hogy az iránykallantyút csak akkor lehessen elforgatni, ha a tológomb pontosan egy vágány jele felett áll úgy valósítják meg, hogy az úgynevezett fésűvájatos szögvas kerül felszerelésre a tológomb résével párhuzamosan. Ezen a megengedett vágányoknál bevágás található, így a körte alakú kilincs be tud fordulni a fésűvájatos szögvas kivágásába. Mivel ez a kivágás nem sokkal szélesebb a kilincs szélességénél, a tológombot elfektetett vágányúti kallantyú mellett nem lehet elmozdítani, hiszen az elfordított körte alakú kilincs nekiütközik a fésűvájatos szögvas kivágásának.
Ezen iránykallantyú elfordítása során a rajta található másik (elviteli) kilincs eltol egy rövid semleges tolósínt (egyes források neutrál vonalzónak nevezik), amely pont a tológombhoz tartozó vágányúti blokkelem alatt található. Ezzel a tolósínnel válik lehetővé az, hogy a vágányúti blokkelem lezárásakor annak zárórúdja rögzítse a semleges tolósínt, így az iránykallantyút, végső soron a tológombot is.
A tológombokhoz tartoznak békaérintők, melyek az úgynevezett római vezetéken keresztül biztosítják, hogy a vágányszám kicsengetésekor a megfelelő szám jelenjen meg a váltókezelő előtt a vágányszámjelzőn. A római vezeték nevének eredete: a vágányokat római számkal számozzák, és minden vágányhoz kettő vezeték tartozik, a többi vezeték számozása arab számokkal történik, számcsoportok szerint.

## Kezelése
A kezelés higgadtságot és türelmet igényel. Ha valamelyik műveletet nem sikerül megkezdeni, vagy a vége előtt elakad, először mindig ellenőrizzük, hogy az előző műveletet szabályosan, teljesen befejeztük-e! Mindig csak egy dolgozó induktorozzon, és mindig csak egy blokkbillentyű legyen lehúzva!

### Menetbeállítás
A táblázat nem tartalmazza a forgalmi ténykedéseket (engedélykérés és -adás, vágányút beállításának elrendelése, vonatfogadás, naplózási tevékenységek).

### Feloldás
A lezajlott menet után a berendezést alapállapotba kell helyezni.

### Művi oldás
Ha a berendezés nem kapott oldást, akkor az irodai készülék feloldás (egyes helyeken kényszeroldás) feliratú nyomógombjával kell a torony felé oldást adni.
Ez történhet akkor, ha a szigeteltsín jelfogó meghúz, de nem ejt el a vonat elhaladása után a túl nagy ágyazati levezetés miatt, illetve akkor, ha a feloldó valamilyen ok miatt (pl. gyenge telep) nem működik, valamint ha a menet le sem közlekedett.
A feloldóblokk feketéről fehérről váltható az irodai berendezésen található Feloldó vagy Kényszeroldás feliratú nyomógomb benyomásával és a blokkinduktor hajtókarjának legalább háromszori körülforgatásával.
A szigeteltsín jelfogó vörösről fehérre változtatható, ha az ólomzárral védett kerek kisablakát levéve a jelfogó fegyverzetét átváltjuk.